# Folioceros
Folioceros  es un género de plantas no vasculares en el familia Anthocerotaceae. Comprende 38 especies descritas y de estas, solo 21 aceptadas.

## Taxonomía
El género fue descrito por D.C.Bhardwaj y publicado en Geophytology 1: 9. 1971. La especie tipo es: Folioceros assamicus D.C. Bhardwaj. HT 

## Especies aceptadas
A continuación se brinda un listado de las especies del género Folioceros aceptadas hasta diciembre de 2014, ordenadas alfabéticamente. Para cada una se indica el nombre binomial seguido del autor, abreviado según las convenciones y usos.	
- Folioceros amboinensis (Schiffner) Piippo
- Folioceros apiahynus (Stephani) Hässel de Menéndez
- Folioceros appendiculatus (Stephani) J. Haseg.
- Folioceros buitenzorgius (Stephani) D.C. Bhardwaj
- Folioceros dixitianus (Mahab.) D.C. Bhardwaj
- Folioceros fuciformis (Mont.) D.C. Bhardwaj
- Folioceros fuscus (Stephani) D.C. Bhardwaj
- Folioceros glandulosus (Lehm. & Lindenb.) D.C. Bhardwaj
- Folioceros incurvus (Stephani) D.C. Bhardwaj
- Folioceros kashyapii S.C. Srivast. & A. K. Asthana
- Folioceros mamillisporus (D.C. Bhardwaj) D.C. Bhardwaj
- Folioceros mangaloreus (Stephani) D.C. Bhardwaj
- Folioceros miyabenus (Stephani) D.C. Bhardwaj
- Folioceros paliformis D.K. Singh
- Folioceros pandei Udar & Shaheen
- Folioceros pinnilobus (Stephani) D.C. Bhardwaj
- Folioceros spinisporus (Stephani) D.C. Bhardwaj
- Folioceros udarii A. K. Asthana & S.C. Srivast.
- Folioceros verruculosus (J. Haseg.) R.L. Zhu & M.J. Lai
- Folioceros vesiculosus (Austin) D.C. Bhardwaj
- Folioceros weistei (Khanna) D.C. Bhardwaj